# Matthew Williams
Matthew Williams (St Asaph, 5 novembre 1982) è un ex calciatore gallese, di ruolo attaccante.

## Carriera

### Club
Williams fece parte del Manchester United dall 1999 al 2005, ma non riuscì mai a debuttare con i Red Devils. Nel 2004 venne comprato dal Notts County, dove rimase due anni. Il 20 gennaio 2006 si trasferì al Tamworth, dove rimarrà fino al 21 marzo 2008, quando passò al Burton Albion. Firmò un contratto con il Rhyl il 16 luglio 2008, proprio prima di un'amichevole contro l'Oldham.

## Palmarès
- Welsh League Cup: 3

The New Saints: 2010-2011, 2014-2015, 2015-2016
- Coppa del Galles: 4

The New Saints: 2011-2012, 2013-2014, 2014-2015, 2015-2016
- Welsh Premier League: 6

The New Saints: 2011-2012, 2012-2013, 2013-2014, 2014-2015, 2015-2016
Rhyl: 2008-2009